# Serapicos
Serapicos es una freguesia portuguesa del municipio de Braganza, con 28,34 km² de superficie y 289 habitantes (2001). Su densidad de población es de 10,2 hab/km².

## Localización
Se encuentra a 30 kilómetros al norte del municipio.

## Actividades Económicas
Las gentes de la fregesía se dedican a actividades pecuarias y poseen pequeños comercios. La comarca posee olivares y extensas zonas de pastoreo.

## Patrimonio
Se encuentra cercana a la abadía de S. Pedro de Carças.